# Сил, Айван
А́йван Сил (англ. Ivan Seal; род. 1973) — британский художник, который наиболее известен своими работами над обложками альбомов на музыку Джеймса Лейланда Кирби. Сил учился в Университете Шеффилд-Халлам.
В мае 2011, состоялась его первая сольная выставка в Лондоне в галерее Карла Фридмана, за которой в сентябре последовала персональная выставка в Цюрихе под названием «Объект вредит пространству» с новыми картинами и звуковой инсталляцией.